# کیفر (مجموعه تلویزیونی)
کیفر نام سریال ایرانی به تهیه‌کنندگی و کارگردانی حسین تبریزی و محصول سال ۱۳۹۳ است. این سریال ۷ قسمتی برای اولین بار در ۲۹ شهریور ماه ۱۳۹۳ از شبکه دو صدا و سیمای ایران پخش شد. 

## خلاصه داستان
این سریال به روایت زندگی دو دوست می‌پردازد که در اوج رفاقت به واسطه اتفاقی مجبور به انتخاب می‌شوند و هر کدام به دنبال گذشته خود می‌گردند. به گفته سازندگانش این مینی سریال کنکاشی است در سبک زندگی دو خانواده که هرکدام در مشکلاتی غوطه ور هستند و با تدبیر و همدلی بر آن فائق می آیند اما... .

## بازیگران سریال
بازیگران اصلی این سریال عبارتند از:
- کامبیز دیرباز در نقش جهان
- امیر دژاکام در نقش عطا
- فریبا کوثری در نقش نرگس
- فریبا متخصص در نقش فرخنده
- تیرداد کیایی
- اتابک نادری
- سیروس همتی
- محسن افشانی
- داوود شیرعلی
- مینا دلشاد
- حمید شریف‌زاده
- علی سلیمانی
- جواد پورزند

## عوامل تولید
- تدوینگر :مهران قدکچیان،
- آهنگساز: محمد مهدی گورنگی

## حواشی
- در خرداد سال ۱۳۹۳ سریال «کیفر» به سفارش گروه مجموعه‌های تلویزیونی شبکه دو در ۶ قسمت ۴۰ دقیقه‌ای در تهران کلید خورد و اعلام شد این سریال برای پخش در شب‌های قدر از شبکه دو ساخته می‌شوداما پخش آن به هفته دفاع مقدس موکول شد.
- در ابتدا نام رضا توکلی به عنوان یکی از بازیگران و امید کرامتی به عنوان آهنگساز در خبرهای مربوط به سریال منتشر شده بود ولی در نهایت رضا توکلی در این سریال بازی نداشت و آهنگساز سریال نیز محمد مهدی گورنگی بود.